# Liste der National Historic Sites of Canada in Nunavut
Diese Liste beinhaltet alle Bauwerke, Objekte und Stätten im kanadischen Territorium Nunavut, die den Status einer National Historic Site of Canada (frz. lieu historique national du Canada) besitzen. Das Historic Sites and Monuments Board of Canada, als Behörde im Geschäftsbereich des kanadischen Bundesumweltministeriums, nahm bisher (Stand: Dezember 2022) zwölf Stätten in diese Liste auf. Von diesen Stätten wird zurzeit eine von Parks Canada verwaltet.

## National Historic Sites
| Historische Stätte               | Datum             | Kenn- zeichnung | Standort                                           | Beschreibung | Foto                                    |
| -------------------------------- | ----------------- | --------------- | -------------------------------------------------- | --- | --------------------------------------- |
| Arvia’juaq und Qikiqtaarjuk      |                   | 1995            | Arviat 61° 10′ 0″ N, 93° 51′ 0″ W                  | Sommerlager der Paallirmiut-Inuit mit zahlreichen Zeugnissen traditioneller Riten. |                                         |
| Beechey Island                   |                   | 1993            | Baffin, Unorganized 74° 43′ 0″ N, 91° 51′ 0″ W     | Stätten in Bezug zu den Arktis-Expeditionen des 19. Jahrhunderts, vor allem der Franklin-Expedition; Northumberland House; Cairns; Wrack der HMS Breadalbane und Devon Island am Cape Riley. | Beechey-Insel                           |
| Blacklead Island Whaling Station | 1860 (Errichtung) | 1985            | Baffin, Unorganized 64° 59′ 0″ N, 66° 12′ 0″ W     | Von Ureinwohnern und Europäern genutzte Walfangstation auf Blacklead Island. | Blacklead Island Whaling Station        |
| Bloody Falls                     | 1771 (Ereignis)   | 1978            | Kugluktuk 67° 44′ 36″ N, 115° 22′ 3″ W             | Wasserfall im Kugluk Territorial Park, archäologische Fundstätte u. a. der Prä-Dorset- und Thule-Kultur sowie Schauplatz des Massaker von Bloody Falls (englisch „Bloody Falls Massacre“).   | Bloody Falls                            |
| HMS Breadalbane                  | 1843 (Ereignis)   | 1983            | Baffin, Unorganized 74° 41′ 0″ N, 91° 50′ 0″ W     | Schiffswrack der HMS Breadalbane, die bei Beechey Island auf der Suche nach der Franklin-Expedition unterging.                                                                               | HMS Breadalbane (links) mit HMS Phoenix |
| Erebus und Terror                | 1845 (Ereignis)   | 1992            | Kitikmeot, Unorganized 69° 18′ 0″ N, 98° 55′ 0″ W  | Vermutete Untergangsstelle der Schiffe John Franklins während seiner letzten Expedition in die Arktis.                                                                                       | HMS Erebus und HMS Terror               |
| Fall Cariboo Crossing            |                   | 1995            | Kitikmeot, Unorganized 63° 38′ 20″ N, 96° 3′ 22″ W | Flussabschnitt des Kazan River im Gebiet des Baker Lake, dem Bedeutung als Winterlager der im Inland lebenden Inuit zugemessen wird.                                                         |                                         |
| Igloolik Island                  |                   | 1978            | Kitikmeot, Unorganized 69° 23′ 0″ N, 81° 40′ 0″ W  | Archäologische Stätten aus der Zeit von 2000 v. Chr. bis 1000 n. Chr. | Igloolik Island                         |
| Inuksuk Point                    |                   | 1969            | Baffin, Unorganized 64° 34′ 0″ N, 78° 12′ 0″ W     | Gruppe von etwa 100 figürlichen Steingebilden (Inuksuks) der Inuit-Kultur. | Inuksuk Point                           |
| Kekerten Island Whaling Station  | 1857 (Errichtung) | 1985            | Baffin, Unorganized 65° 42′ 0″ N, 65° 49′ 0″ W     | Von Ureinwohnern und Europäern genutzte Walfangstation auf Kekerten Island. | Kekerten Island Whaling Station         |
| Kodlunarn Island                 | 1576–1578         | 1964            | Baffin, Unorganized 62° 49′ 0″ N, 65° 25′ 0″ W     | Wohnhaus des Martin Frobisher und Eisenhütte. |                                         |
| Port Refuge                      |                   | 1978            | Baffin, Unorganized 76° 18′ 0″ N, 94° 43′ 0″ W     | Zeugnisse vorgeschichtlicher Besiedlung auf Devon Island und des Handels mit den Normannen.                                                                                                  |                                         |